# Sala Beckett
La Sala Beckett es un teatro y centro de investigación y pedagogía centrado en dramaturgia de Barcelona, España.

## Inicios
Fue inaugurada en 1989 como sede de la compañía  "El Teatro Fronterizo", dirigida por el dramaturgo José Sanchis Sinisterra, desde sus primeros pasos se ha caracterizado por su interés en la dramaturgia contemporánea en cualquier idioma y en la organización de montajes de pequeño formato. Estaba ubicada en el local inferior de un inmueble que también albergaba una escuela de circo y la sede de la compañía de marionetas Els Rocamora. El local fue habilitado por los arquitectos de Coop d'Idees Emma Villanueva, Pep Garcia Cors y Francesc López Pavón.
A lo largo de su historia se han representado en la sala espectáculos de autores como Samuel Beckett (del que toma el nombre), David Mamet, Lluïsa Cunillé, Harold Pinter, Josep Maria Benet i Jornet, Sergi Pompermaier, Tom Stoppard o David Plana, cuyas obras han puesto en escenadirectores teatrales como Sergi Belbel, Manuel Dueso, Sanchis Sinisterra o Calixto Bieito.

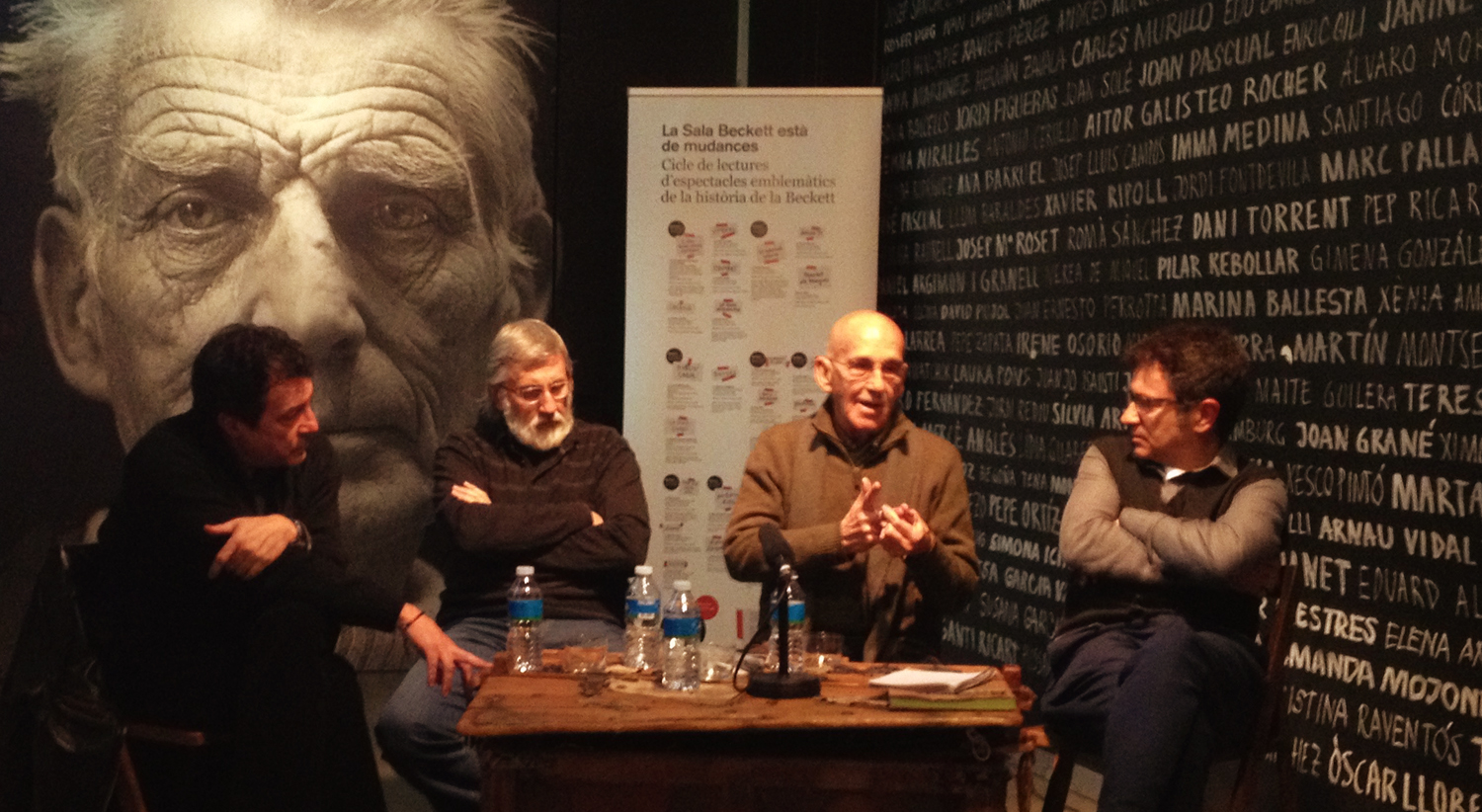
Los componentes de Teatro Fronterizo se despiden de la antigua sede de la Sala Beckett en febrero de 2016.

En 2005 la sala fue galardonada con el Premio Nacional de Teatro de Cataluña, concedido por la Generalidad, «por su respaldo a la autoría catalana y la producción del ciclo "la acción tiene lugar en Barcelona"». En 2011 se creó una fundación para promover el teatro contemporáneo catalán a nivel internacional y se presentó el proyecto de traslado del teatro a una nueva ubicación en el barrio de Pueblonuevo, en el distrito de San Martín.

## Nueva sede
Ante la imposibilidad de crecer en espacios, las limitaciones técnicas de los ya disponibles y una subida inasumible del alquiler por parte del nuevo administrador hizo que desde 2011 se fuera barajando la idea del traslado de la actividad. Entre los espacios ofrecidos por el Ayuntamiento de Barcelona se eligió la sede una antigua cooperativa de Pueblonuevo -Pau i Justicia-, edificio de dos alturas con grandes signos de abandono y transformado en parte ya que durante algunos años alojó una sauna, actividad que eliminó la mayoría de los acabados originales de la planta baja.
El estudio de arquitectura encargado de la reforma y consolidación del edificio fue Flores y Prats y el presupuesto asignado fue de unos dos millones de euros.La Constructora encargada de ejecutar los trabajos ha sido Beta Conkret, S.A.  El nuevo centro permite ahora la simultaneidad de la realización de dos espectáculos en sala mediana (sala inferior 200 localidades, sala superior 120 localidades) con la realización de talleres de dramaturgia y dirección actoral en cinco aulas apósitas. El recinto se completa con una sala de oficinas y un bar-cafetería a pie de calle y una sala de ensayos en la primera planta. Otros espacios son un pequeño almacén-carpintería, dos vestuarios-camerinos, un espacio de taquillas, servicios en ambos pisos, así como dos pequeños despachos y un office para actores en la primera planta. Por último, en una planta intermedia junto a la cafetería se sitúa una sala reservada para autores, espacio de encuentro para el gremio y donde dar posibles entrevistas los días de estreno. La actividad tras la reforma comenzó en julio de 2016 para los talleres y se prevé que la temporada arranque para noviembre de 2016.

### Sala de abajo

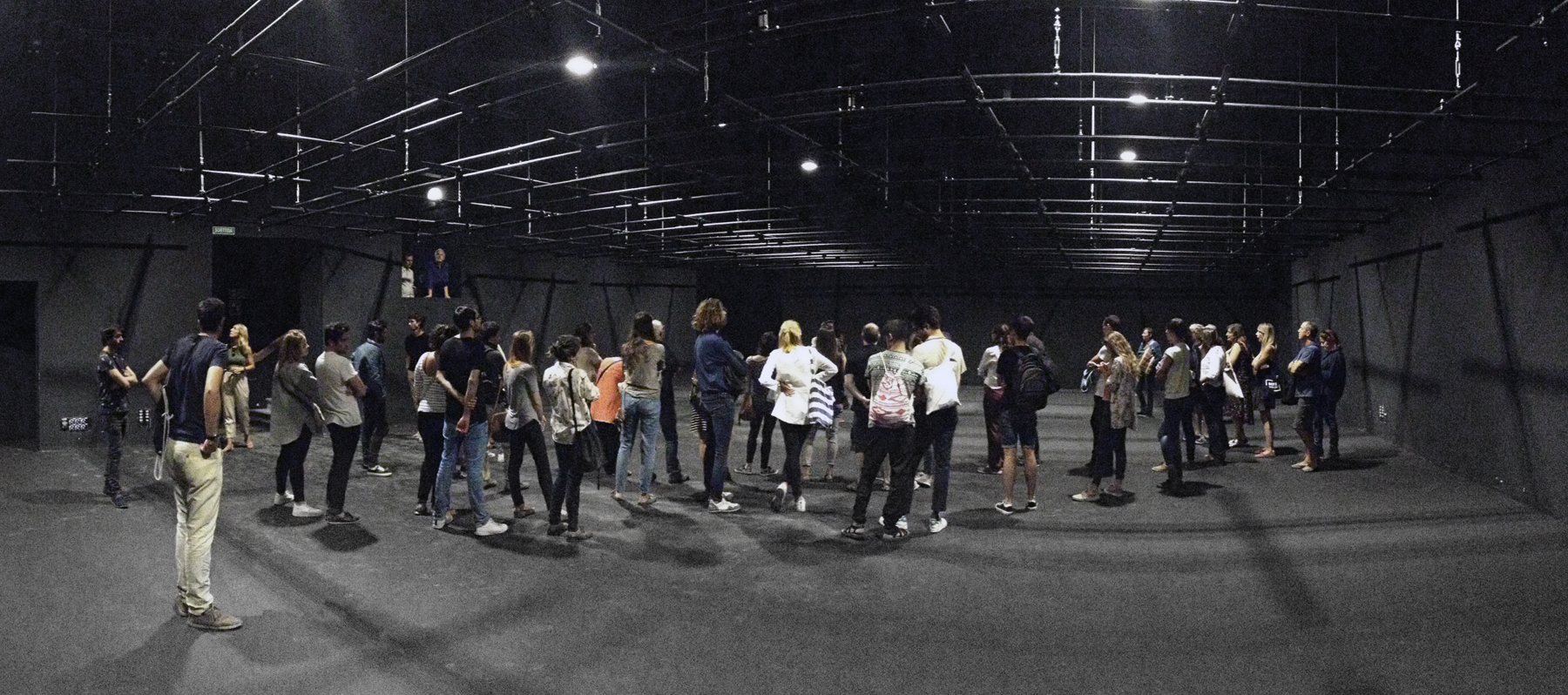
Sala inferior principal de la Sala Beckett antes de la inauguración.

La sala principal es un espacio rectangular completamente neutralizado y pintado de negro, con una estructura de peine para focos que cubre toda su extensión y que está dividida en secciones que se elevan de manera independiente y motorizada para facilitar la disposición y dirección de la iluminación según la obra. El piso plano, con un suelo especial que absorbe el sonido permite con la utilización de diferentes volumetrías móviles, la conformación de gradas según el diseño de la obra, ya sea conforme a una frontalidad de teatro a la italiana -hecho que permite el mayor aforo posible, de 200 localidades- hasta formaciones en semicírculo o enfrentadas en dos bloques con un pasillo longitudinal o trasversal. La sala cuenta además con una cabina de control en altura y una rampa lateral con la que acceder a la calle. La rampa junto con una serie de pasiillos y puertas permiten prácticamente la circulación perimetral de los actores por fuera de la sala, con entradas en cada esquina, lo que permite un mejor aislamiento acústico del exterior y un mayor juego escénico.

### Sala de arriba

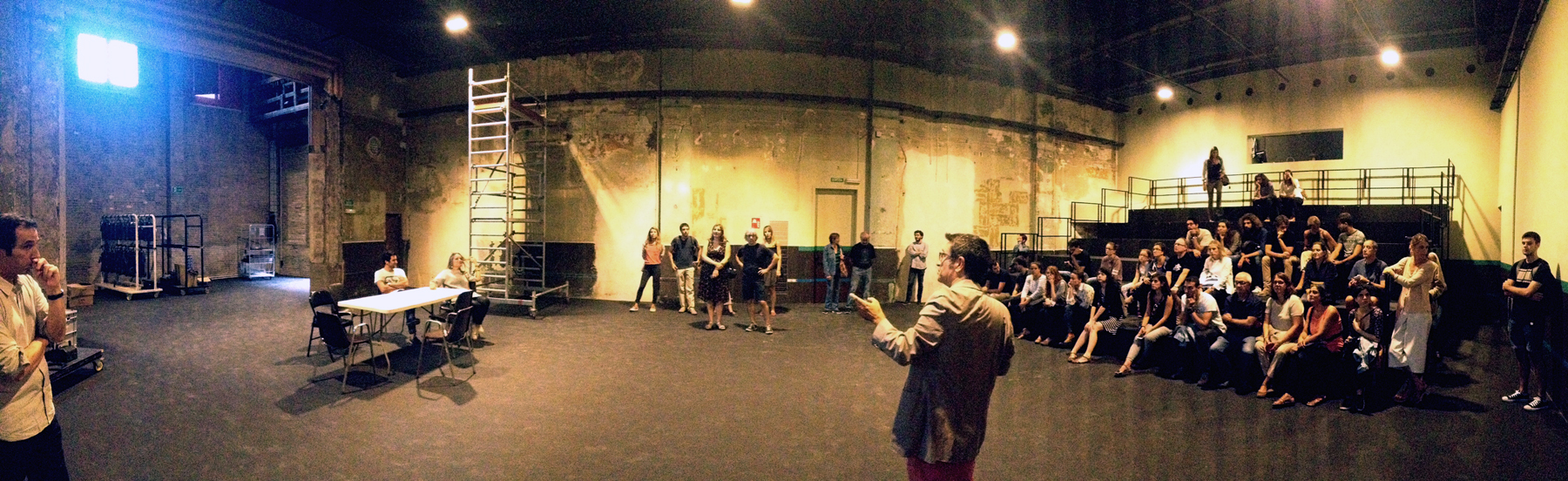
Sala superior secundaria de la Sala Beckett.

En un principio se prevía dotar al centro de una sala principal y una sala de ensayos, cambiando el uso de la antigua sala teatral de la cooperativa de la planta principal por sala de ensayo y bajando -tal y como al final ha ocurrido- la actividad teatral a pie de calle en la zona de la piscina de la sauna, hecho que permite ahora el acceso directo de los decorados. Sin embargo al decidir bajar el bar se optó porque el antiguo bar fuera la sala de ensayos y se mantuviera la actividad teatral en la planta principal como sala secundaria con 100 localidades. Para adecuarse a las nuevas normativas se prescindió de la mayor parte de la estructura de madera del antiguo escenario elevado, renovando suelo y techo y dejando toda la nueva sala a mismo nivel. Sin embargo, a diferencia de la sala inferior, ésta sala se ha mantenido el color y estado envejecido de las paredes, así como la embocadura, permitiendo así la posibilidad de integrar o anular según la disposición de las graderías la arquitectura existente en la producción teatral siguiendo los postulados de Peter Brook.

### Aulario

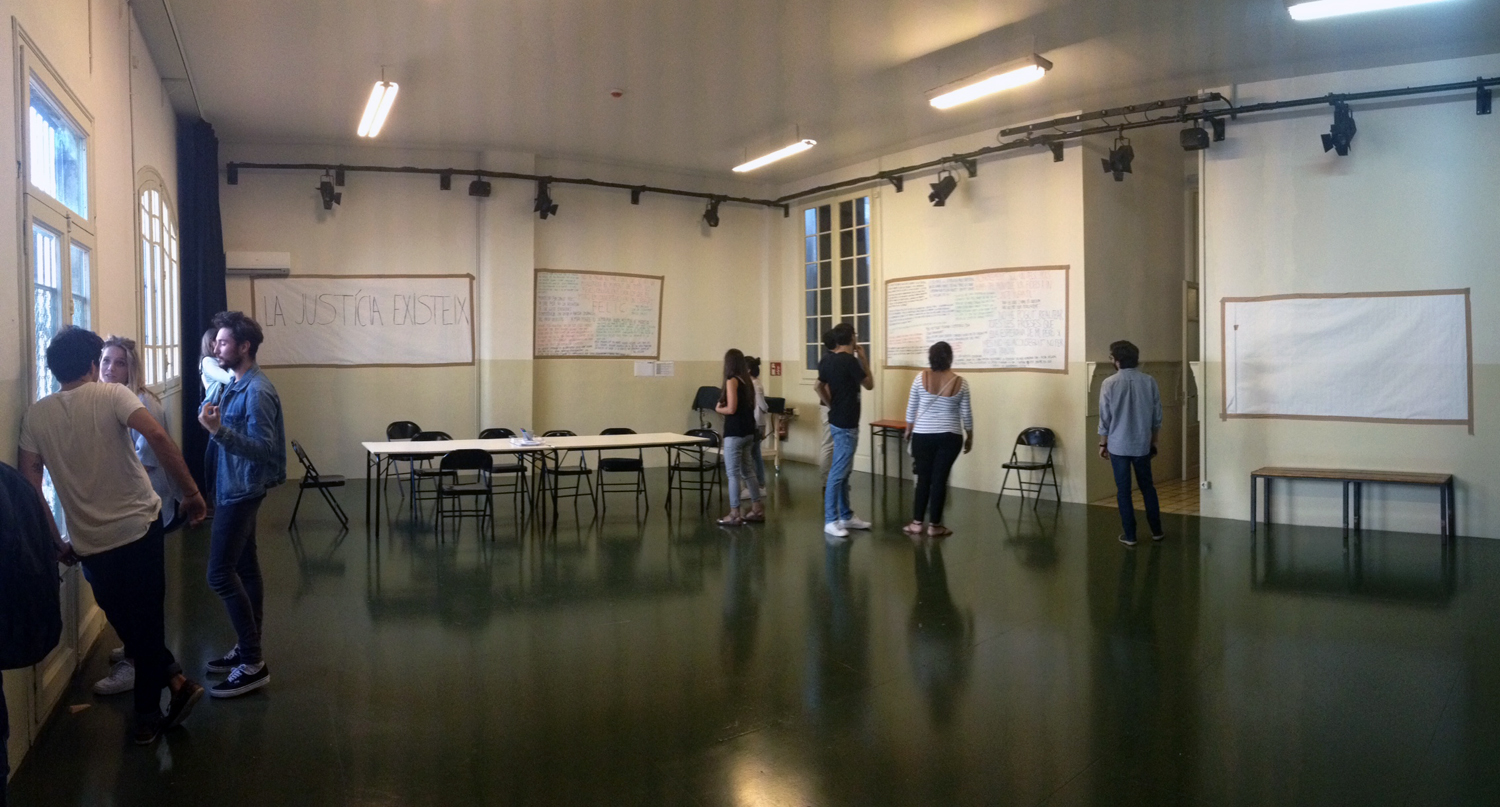
Aula número cuatro del Obrador de la Sala Beckett en Pueblonuevo.

Una de las principales actividades de la Sala Beckett es la promoción y respaldo a la nueva dramaturgia por medio de talleres y cursos de escritura y escenificación. Con el nuevo espacio se ganan cinco aulas polivalentes principalmente dirigidas dos de ellas a talleres de escritura y las tres restantes, las de mayor tamaño, para la realización de talleres de escenificación, dirección de actores o introducción al teatro para jóvenes, proyecto con el que la Sala pretende incorporarse y colaborar a la vida asociativa y cultural del barrio. Tanto las escaleras de acceso al aula número cinco como las puertas (excepto una que es nueva) mantienen la carpintería original de la cooperativa aunque no su localización. Las antiguas aulas se organizaban en un pasillo, mientras que la nueva distribución las hace converger en un pequeño distribuidor que a modo de pequeña plaza haga que los diferentes alumnos se encuentren y conozcan.

### Bar-cafetería
A diferencia del antiguo bar de la cooperativa el nuevo local se encuentra a pie de calle y cuenta con dos accesos independientes a la misma, así como otros dos accesos al recibidor del teatro, convirtiéndose así en un lugar de encuentro antes de cada función, pero al poder llevar una actividad propia con horarios amplios se pretende que sirva como nexo con el barrio y gancho para paulatinamente seducir y conquistar para el teatro nuevos públicos. El bar, al igual que la entrada principal del teatro cuenta con múltiples elementos decorativos originales como molduras, carpinterías y losetas hidráulicas que se han obtenido al reconstruir algunos suelos y paredes de la primera planta, ya que el uso de la antigua sauna había eliminado completamente tales elementos arquitectónicos en la planta baja.